# Carlos Javier Acuña
Carlos Javier Acuña Caballero (* 23. Juni 1988 in Asunción) ist ein paraguayischer Fußballspieler.

## Karriere
Seine Position ist die des Stürmers und seine Nummer die 16. Er begann seine Karriere bei Olimpia Asunción und kam 2005 zum spanischen Zweitligisten FC Cádiz, für den er in 22 Punktspielen zwei Treffer erzielte. Zur Saison 2007/08 wurde er an den Ligakonkurrenten UD Salamanca ausgeliehen. Während der Saison 2008/09 wechselte er zu Real Madrids Zweitmannschaft Real Madrid Castilla. Im Sommer 2010 wurde er für ein Jahr an Recreativo Huelva ausgeliehen. Nach einer Saison bei den Andalusiern wechselte er leihweise zum FC Girona. Nach Beendigung der Leihe wechselte er zur Saison 2012/13 ablösefrei zum italienischen Erstligisten Udinese Calcio, wurde aber kurz darauf an den englischen Zweitligisten Watford FC abgegeben. Dort unterschrieb er einen bis 2016 gültigen Vertrag.
Acuña nahm mit Paraguays Jugendnationalmannschaften an diversen Südamerika- und Weltmeisterschaften teil und galt als großes Talent. Sein Wechsel nach Spanien beschäftigte die Gremien des Fußballweltverbandes, weil minderjährigen Spielern nach dessen Regeln ein solcher Wechsel untersagt ist.